# (10989) Dolios
(10989) Dolios ist ein Asteroid aus der Gruppe der Jupiter-Trojaner. Damit werden Asteroiden bezeichnet, die auf den Lagrange-Punkten auf der Bahn des Jupiter um die Sonne laufen.
Der Himmelskörper wurde am 19. September 1973 von den niederländischen Astronomen Cornelis Johannes van Houten, Ingrid van Houten-Groeneveld und Tom Gehrels am Palomar-Observatorium (IAU-Code 675) entdeckt. Er ist dem Lagrangepunkt L4 zugeordnet.
Der Asteroid ist nach Dolios benannt, einem Sklaven der Penelope, der mit seinen Söhnen den zurückgekehrten Odysseus beim Kampf gegen die Verwandten der getöteten Freier unterstützte.
Die Benennung erfolgte am 24. Januar 2000.